# موقع شيكد

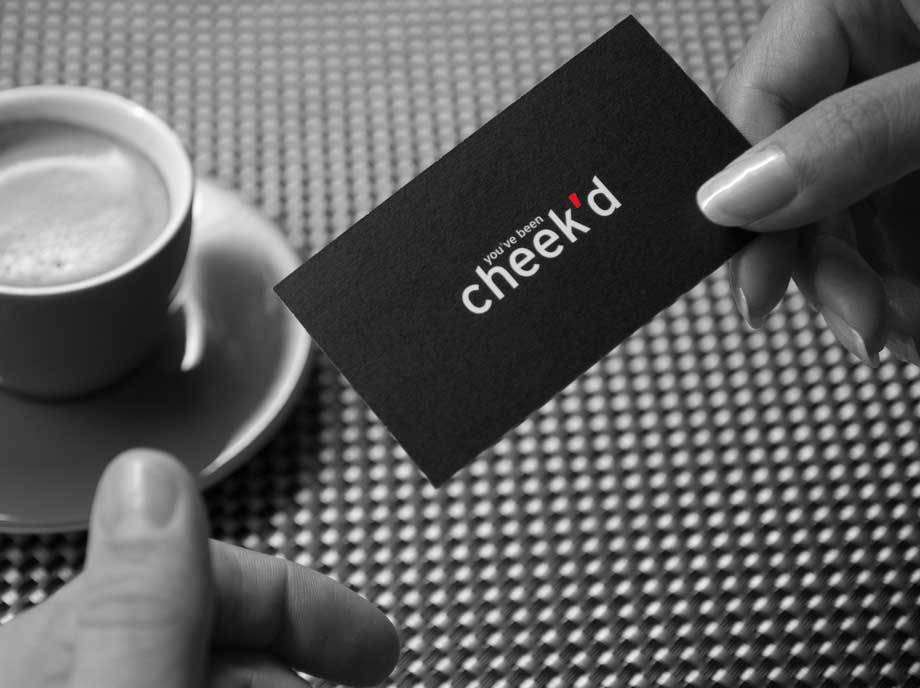

## موقع شيكد
Cheekd هو موقع تعارف وشبكات اجتماعية مقره في مدينة نيويورك. تأسس في عام 2010 من قبل Lori Cheeked. يتمثل المفهوم في توسيع فرص التعارف للمشتركين خارج نطاق مجموعة الأشخاص المسجلين في خدمة المواعدة عبر الإنترنت إلى العالم الحقيقي أيضًا.

## تاريخه
ظهرت الخدمة لأول مرة باسم "Cheek'd". لمؤسسه لوري تشيك هو مهندس معماري سابق. ظهرت في البرنامج التلفزيوني شارك تانك في فبراير 2014، لكنها لم تنجح في الحصول على تمويل من أي من رجال الأعمال / المستثمرين الخمسة الذين قدمت لهم Cheek'd في العرض. قالت إنه لم يكن لديها سوى 1000 مشترك في خدمتها في ذلك الوقت.

## نموذج بطاقة الأعمال (card business model)
قدم Cheek'd خطتي إستخدام، مدفوعة ومجانية. مقابل 25 دولارًا، حصل المشتركون على مجموعة من 50 بطاقة عمل يمكن إعطاؤها بمجرد أن يلفت انتباه أحدهم. تحتوي كل بطاقة على عبارة ورمز عبر الإنترنت وعنوان URL لحساب المشترك على موقع الويب. يمكن لمستلمي البطاقات بعد ذلك البحث عن ملف تعريف المستخدم بالمعلومات المتوفرة على البطاقة. بالإضافة إلى تكلفة البطاقة لمرة واحدة، كان هناك رسوم عضوية شهرية 9.95 دولارًا. إذا اختار المستخدمون الخطة المجانية، فلن يدفعوا رسوم اشتراك شهريًا ولا يشترون بطاقات عمل. بدلاً من ذلك، كان بإمكانهم تنزيل تطبيق Cheekd مجانًا، وتوزيع بطاقات افتراضية لأي غرباء جذابين كانوا قريبين.

## تطبيق الهاتف الذكي
في عام 2015، تغير اسم الخدمة من "Cheek'd" الأصلي إلى "Cheekd". أعيد تصميمه لتخفيف حرج الاقتراب من الغرباء. يستخدم تطبيق Cheekd الجديد تقنية Bluetooth لإرسال تنبيهات للمستخدمين عندما يكون مستخدم Cheekd المتوافق ضمن دائرة نصف قطرها 30 قدمًا، بدلاً من استخدام بطاقات العمل.

## دعوى براءة اختراع
تم المطالبة بالنموذج الأصلي القائم على بطاقة العمل لـ Cheekd على أنه عملية حاصلة على براءة اختراع من قبل Lori Cheek ، باسم US Patent 8543465. وقد تم وصفه بأنه «التعارف عبر الإنترنت في الاتجاه المعاكس». في سبتمبر 2017، تم تقديم شكوى تدعي أن صاحب الفكرة الأصلية لم يكن لوري تشيك.
```
رد تشيك، مشيراً إلى أن الشكوى لا أساس لها، وتلفيق كامل. [9] تم رفض الدعوى القضائية ضد بيري شيك (Pirri v Cheek) في مؤتمر سابق للمحاكمة في المحكمة الفيدرالية في نيويورك في 5 أبريل 2018. [10]
```